# Ströms församling
Ströms församling var en församling i Härnösands stift och i Strömsunds kommun. Alanäs församling uppgick 2013 i Ströms församling och det nya namnet på den sammanslagna församlingen blev då Ström-Alanäs församling.

## Administrativ historik
Församlingen har medeltida ursprung. 1808 utbröts Alanäs församling.
Församlingen var till 1 maj 1872 annexförsamling i pastoratet Hammerdal och Ström, som 1781 utökades med Borgvattnets församling och 1808 med Alanäs församling. Från 1 maj 1872 till 1 maj 1922 moderförsamling i pastoratet Ström och Alanäs för att sedan från 1 maj 1922 till 2009 utgöra ett eget pastorat. Församlingen ingick från 2009 till 2013 i Strömsunds pastorat. I samband med att Alanäs församling uppgick i Ströms församling 2013 ändrades namnet till Ström-Alanäs församling.

## Kyrkobyggnader
Ströms gamla kyrka byggdes omkring år 1300, och revs i omgångar efter 1850. Den nya församlingskyrkan, Ströms kyrka i Strömsund invigdes år 1847. Ströms prästgård stod klar år 1874, komministergården 1943, och församlingshemmet invigdes år 1957.  Den nya kyrkogården invigdes av biskop Ernst Lönegren år 1913. Församlingen har haft två externa gudstjänstlokaler; Hillsands kapell och Gärdnäs kapell, men båda är sedan 2016 avhelgade och sålda. Hillsands kapell byggdes 1931 av EFS, men skänktes till Ströms församling 1956. Gärdnäs kapell invigdes år 1960.

## Series pastorum

### Kyrkoherdar
| - 1873–1918 Olof Wagenius - 1922–1945 Gunnar Löfvenmark - 1945–1958 Gunnar Berg - 1959–1960 Lars Lövsund - 1960–1969 Folke Engström | - 1969–1981 Bertil Eriksson - 1981–1991 Charles Holgersson - 1991–2005 Folke Reutfors - 2005–2012 Tore Magnusson |

### Komministrar
| - 1640–1655 Olof Erichsson - 1655–1657 Erik Laurentii Tuscherus - 1663–1664 Erik Nilsson Stigzelius - 1665–1670 Israel Noraeus - 1671–1683 Matthias Erici Medenius - 1684–1698 Wellam Adami Klangundius - 1699–1704 Nicolaus Johanii Salenius - 1706–1713 Erik Petri Lang - 1715–1719 Jonas Byström - 1720–1767 Olaus Waldberg (Herr Ola i Ström) - 1769–1788 Anders Sellin - 1790–1801 Mikael Klockhoff - 1802–1808 Erik Blom - 1810–1816 Jonas Ångman | - 1817–1844 Johan Huss - 1846–1865 Magnus Selberg - 1922–1930 Herman Theel - 1933–1947 Gunnar Sällvin - 1948–1959 Lars Lövsund - 1960–1965 Bengt-Erik Berglund - 1967–1972 Folke Hellberg - 1972–1983 Göte Gustafsson - 1983–1990 Folke Reutfors - 1990–1993 Astrid Bardosson - 1993–1994 Jan-Ove Bengtsson - 1995–1999 Peter Nordén - 1996–2005 Tore Magnusson - 1998–2005 Margareta Ehn Reinemar |

### Fotnoter
1. ↑  ”Förteckning (Sveriges församlingar genom tiderna)”. Skatteverket. 1989. http://www.skatteverket.se/privat/folkbokforing/omfolkbokforing/folkbokforingigaridag/sverigesforsamlingargenomtiderna/forteckning.4.18e1b10334ebe8bc80003999.html. Läst 17 december 2013.
2. ↑  ”Församlingar”. Statistiska centralbyrån. https://www.scb.se/hitta-statistik/regional-statistik-och-kartor/regionala-indelningar/forsamlingar/. Läst 30 december 2022.
3. ↑  ”Församlingar”. Statistiska centralbyrån. https://www.scb.se/hitta-statistik/regional-statistik-och-kartor/regionala-indelningar/forsamlingar/. Läst 30 december 2022.
4. ↑  "På söndag lämnar Gud kapellet i Hillsand" Arkiverad 16 april 2019 hämtat från the Wayback Machine. Östersunds-Posten 18 maj 2016